# Centuria Euphorbiarum
Centuria Euphorbiarum (abreviado Cent. Euphorb.) es un libro ilustrado con descripciones botánicas que fue escrito por el botánico, matemático, y explorador suizo Pierre Edmond Boissier. Fue publicado en París en el año 1860.